# Antonín Lhota

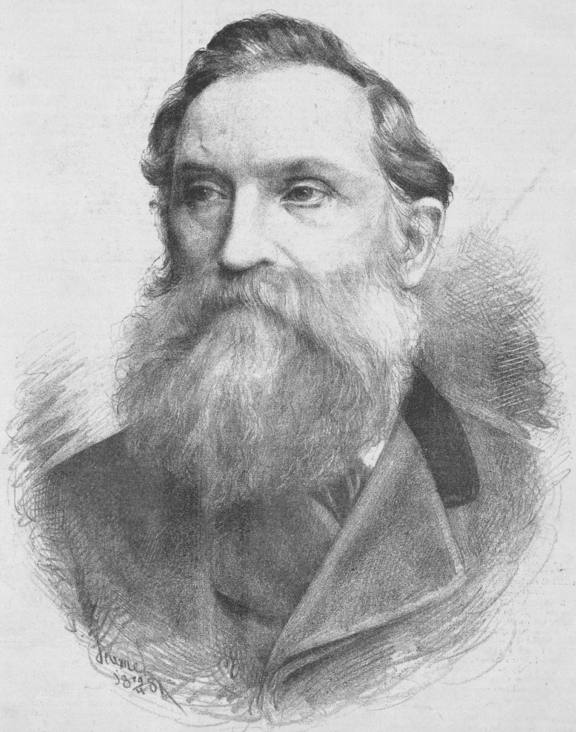
Jan Vilímek: Antonín Lhota, 1881

Antonín Lhota (* 2. Januar 1812 in Kuttenberg, Böhmen; † 10. September 1905 in Wolin) war ein tschechischer Maler und Professor der Akademie der Bildenden Künste Prag.

## Leben
Antonín Lhota begann seine künstlerische Ausbildung 1827 an der Prager Akademie der bildenden Künste unter Josef Bergler und František Waldherr. Ab 1836 setzte er sein Studium bei František Tkadlík fort. Im Jahr 1842 arbeitete er mehrere Monate im Atelier von Joseph von Führich in Wien. Studienreisen führten ihn nach Deutschland und Italien. Nach seiner Rückkehr wurde Lhota zunächst Korrektor an der Prager Akademie. Von 1867 bis 1887 war er dort Professor, in den Jahren 1880/81 auch erster gewählter Rektor der Institution.

## Werk

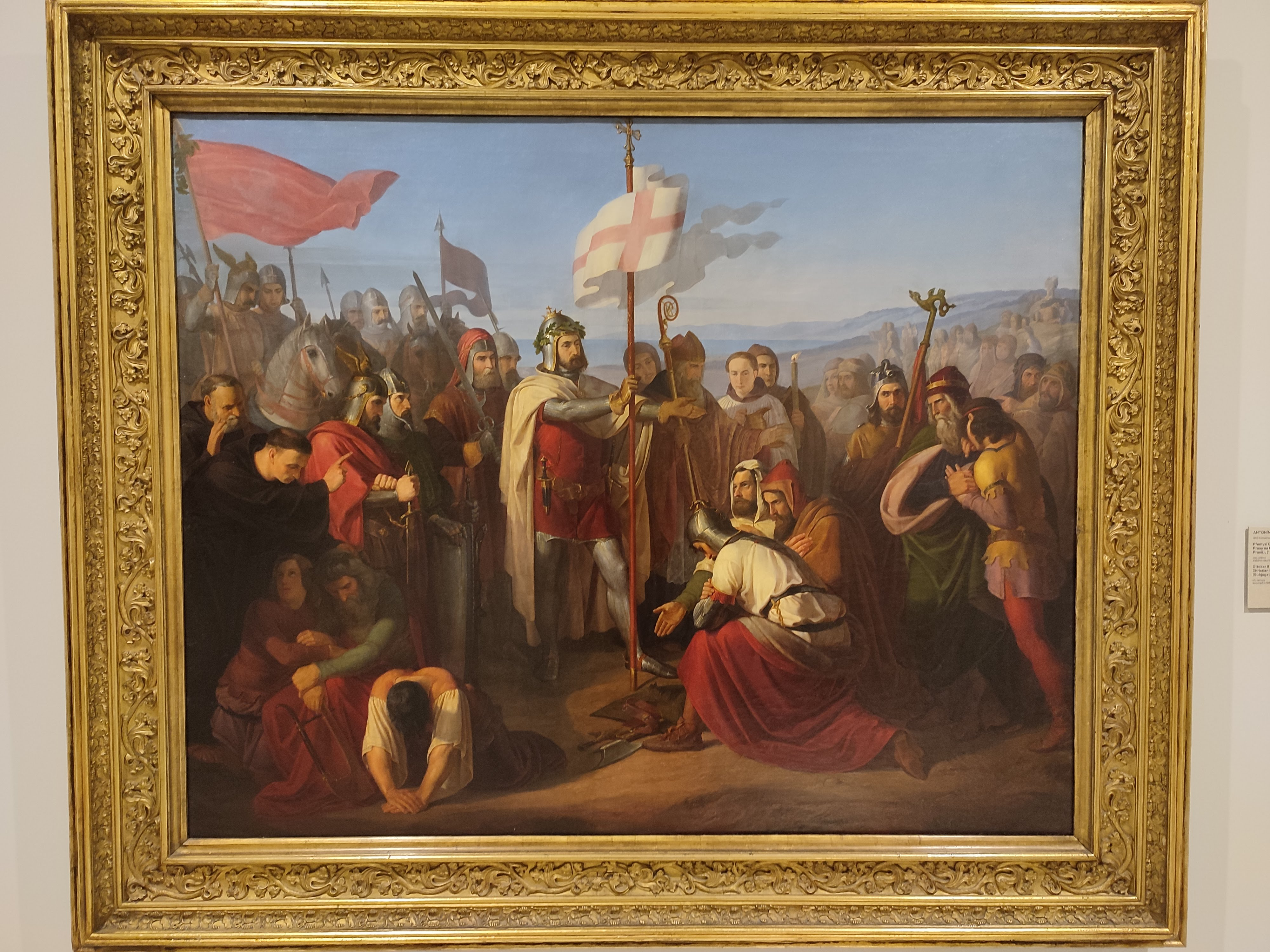
Ottokar II. Přemysl bringt den Preussen das Christentum bei, 1845. Nationalgalerie Prag

Antonín Lhota spezialisierte sich auf Historienmalerei und religiöse Themen. Seine Werke zeichnen sich durch akademische Strenge, eine klare Komposition und sorgfältige Ausarbeitung von Details aus. Er war stark von der italienischen Renaissance beeinflusst und kombinierte traditionelle Darstellungsformen mit patriotischen Inhalten. Antonín Lhota fertigte auch zahlreiche Illustrationen an und war an der künstlerischen Ausgestaltung öffentlicher Gebäude beteiligt. Sein Stil blieb zeitlebens dem akademischen Ideal verpflichtet und spiegelte die Werte des Historismus wider.
Zu seinen bekannten Werken gehören Historienbilder wie Libussas Weissagung (vor 1842), Die Bekehrung der Preussen zum Christentum (1845), Hus vor dem Konzil zu Konstanz (1852), Jaromír an der Leiche Oldřichs, Bretislav auf den Trümmern von Velehrad, Karl IV. mit Petrarca in Mantua sowie Wallensteins letzte Nacht.
Er schuf auch Wandmalereien, darunter Die Taufe Bořivojs (nach 1851, im Belvedere in Prag), Szenen aus dem Kreuzweg auf dem Laurenziberg (gemeinsam mit anderen Künstlern), Das letzte Gericht im Veitsdom sowie weitere Malereien im Palais Salm, allesamt in Prag. Weitere Altargemälde entstanden für Kirchen in Fürstenbruck, Wojtěschitz, Liebenau, Kardaschřečitz, Groß-Kostomlat und die Teyn-Kirche in Prag. Er beteiligte sich zudem am Bilderzyklus zur böhmischen Geschichte (1850/51).